# イリアス・ブライド
イリアス・ブライド（Ilias Bulaid、1995年5月1日 - ）は、オランダの男性キックボクサー、総合格闘家。オランダ・スヘルトーヘンボス出身。Fighting Talents所属。

## キックボクシング
2014年11月3日、K-1 WORLD GP 2014 ～-65kg初代王座決定トーナメント～に参戦。リザーブファイトで泰斗と対戦しKO勝ち。
2014年12月20日、Enfusion Live 23に参戦。Enfusion -67kgタイトルマッチでZaid Zairovと対戦してKO勝ち。イリアスは新王者になった。
2015年2月6日、Krush.51で野杁正明と対戦。3Rに野杁の右ローキックでダウンを奪われ判定負け。
2015年7月11日のEnfusion Live 30に参戦。Enfusion -67kgタイトルマッチでシモン・サンタナにKO勝ちして防衛に成功した。
2015年10月10日のEnfusion Live 32に参戦。ダビド・メヒアに判定勝ち。
2015年11月21日のEnfusion Live 37に参戦。Enfusion -67kgタイトルマッチでエディ・ルイスに判定勝ちして防衛に成功した。
2016年4月24日、K-1 WORLD GP 2016 IN JAPAN ～-60kg日本代表決定トーナメント～においてスーパーファイトでゲーオ・ウィラサクレックと対戦し判定負け。
2016年6月24日、K-1 WORLD GP 2016 IN JAPAN ～-65kg世界最強決定トーナメント～に参戦。1回戦でクリス・マセーリにKO勝ち、準決勝で山崎秀晃に延長判定勝ち。決勝ではゲーオ・ウィラサクレックに再び挑んだが、2Rにボディへの飛び膝蹴りを打ち込まれてダウン。結果は判定負け。トーナメントでは準優勝に終わった。
2016年10月1日、Glory of Heroes 5でチュー・ジェンリャンと対戦し判定負け。
2016年12月3日、武林風でシェ・レイと対戦し判定勝ち。
2017年2月18日、Enfusion Live 46に参戦。S-cup 65kg世界トーナメント優勝者であるザカリア・ゾウガリーとEnfusion -67kgタイトルマッチで対戦。判定勝ちで防衛に成功した。
2017年5月13日、Fight League 6に参戦。ラジャダムナン・スタジアム元ウェルター級王者のマナオワンと対戦しKO勝ち。
2017年8月27日、Kunlun Fight 65に参戦。67kg16人トーナメントの1回戦でジョーダン・クラニオにKO勝ち。
2017年11月12日、Kunlun Fight 67に参戦。67kg16人トーナメントの準々決勝でペッタノン・バンチャメークと対戦。判定勝ちしたものの、怪我により準決勝は棄権した。
2018年3月3日、武林風に参戦。4人で争われた-67kgコンテンダートーナメントにおいて、1回戦でシェ・レイと再戦して判定勝ち。決勝でハッサン・トイに1-2の判定負け。
2019年6月29日、武林風に参戦。Kunlun Fight -65kgトーナメント優勝者(2016年)でもあるウェイ・ニングンと対戦し判定勝ち。
2019年8月31日、武林風に参戦。ジャー・アオチーと対戦し延長判定負け。

## 総合格闘技
2019年9月27日、Bellator 227でVitalic Maiborodaと対戦しKO勝ち。総合格闘技デビュー戦を勝利で飾った。
2019年2月22日、Bellator 240でディエゴ・フレイタスと対戦し判定勝ち。

## 獲得タイトル
- K-1 WORLD GP 2016 IN JAPAN ～-65kg世界最強決定トーナメント～ 準優勝
- Enfusion -67kg 世界王者